# Cima Chiavari
Cima Chiavari är en bergstopp i Antarktis. Den ligger i Västantarktis. Chile gör anspråk på området. Toppen på Cima Chiavari är 2 000 meter över havet, eller 561 meter över den omgivande terrängen. Bredden vid basen är 8,1 km.
Terrängen runt Cima Chiavari är huvudsakligen kuperad. Trakten är obefolkad. Det finns inga samhällen i närheten. 